# Thenambakkam
Thenambakkam é uma vila no distrito de Kancheepuram, no estado indiano de Tamil Nadu.

## Demografia
Segundo o censo de 2001,  Thenambakkam  tinha uma população de 9257 habitantes. Os indivíduos do sexo masculino constituem 51% da população e os do sexo feminino 49%. Thenambakkam tem uma taxa de literacia de 65%, superior à média nacional de 59,5%: a literacia no sexo masculino é de 73% e no sexo feminino é de 57%. Em Thenambakkam, 11% da população está abaixo dos 6 anos de idade.